# الديمقراطية الموجهة في إندونيسيا
الديمقراطية الموجهة في إندونيسيا هي النطام السياسي المعمول به في إندونيسيا من عام 1957 حتى بدأ النظام الجديد في عام 1966. كان من بنات أفكار الرئيس سوكارنو، وكان محاولة لتحقيق الاستقرار السياسي. يعتقد سوكارنو أن النظام البرلماني الذي تم تنفيذه خلال فترة الديمقراطية الليبرالية كان غير فعال بسبب الوضع السياسي المثير للانقسام في إندونيسيا في ذلك الوقت. بدلاً من ذلك سعى إلى نظام قائم على نظام القرية التقليدي للمناقشة والتوافق، والذي حدث بتوجيه من شيوخ القرية. مع إدخال هذا النظام عادت إندونيسيا إلى النظام الرئاسي وأصبحت سوكارنو رئيس الحكومة مرة أخرى.
اقترح سوكارنو مزيجًا من ثلاثة مبادئ «القومية» و«الدين» و«الشيوعية»، مع الانحياز إلى المفهوم التعاوني في إدارة البلاد. كان القصد من هذا النظام هو استرضاء الفصائل الرئيسية الثلاثة في السياسة الإندونيسية: الجيش والجماعات الإسلامية والشيوعيين. بدعم من الجيش أعلن في فبراير 1957 «الديمقراطية الموجهة»، واقترح تشكيل حكومة تمثل جميع الأحزاب السياسية الرئيسية (بما في ذلك الحزب الشيوعي الإندونيسي، على الرغم من أن الأخير لم يُمنح فعليًا مناصب وزارية وظيفية). منذ ذلك الوقت لم تكن هناك انتخابات عامة على النمط الغربي في إندونيسيا حتى انتخابات 1999 في العهد الإصلاحي.

## التشكيل

### العودة إلى دستور 1945
في عام 1958، دعا ياسومي ونهضة العلماء إلى تأجيل انتخابات 1959 المزمع إجراؤها لأنهما يخشيان فوز الحزب الشيوعي الإندونيسي. في سبتمبر أعلن رئيس الوزراء جونادا التأجيل. وفي الوقت نفسه كانت الجمعية الدستورية لا تزال غير قادرة على التوصل إلى اتفاق على أساس دستور جديد، وتوقفت بين أولئك الذين أرادوا أن تكون إندونيسيا دولة إسلامية، وأولئك الذين أيدوا فكرة الدولة القائمة على أيديولوجية البانكاسيلا. في يوليو، اقترح باسوشون العودة إلى دستور عام 1945، وفي سبتمبر استأنف النشاط السياسي. سوكارنو سرعان ما أيد هذه الفكرة، لأن وثيقة عام 1945 جعلته رئيس الحكومة ورئيس الدولة وبالتالي فإنها ستكون أكثر ملاءمة لتنفيذ الديمقراطية الموجهة. بموجب الدستور المؤقت لعام 1950 كان دور الرئيس شرفيًا إلى حد كبير كرئيس للدولة، على الرغم من أن سوكارنو كان يتمتع بسلطة معنوية كبيرة بسبب وضعه كأب للأمة.
تدريجيا حصلت العودة إلى دستور عام 1945 وحصلت على دعم من الأحزاب السياسية، وفي 5 يوليو 1959 أصدر سوكارنو قرارًا بإعادة دستور 1945 وحل الجمعية الدستورية. بعد أربعة أيام تم الإعلان عن تشكيل حكومة عمل مع سوكارنو كرئيس للوزراء، وفي يوليو تم إنشاء المجلس الوطني والمجلس الاستشاري الأعلى. على الرغم من استمرار وجود الأحزاب السياسية، إلا أن الحزب الشيوعي فقط كان لديه قوة حقيقية.

## نهاية الديمقراطية الموجهة
خلال خطاب يوم الاستقلال عام 1964 شجب سوكارنو الولايات المتحدة علانية. تلا ذلك حملة مناهضة للولايات المتحدة تعرضت فيها الشركات الأمريكية للتهديد، وحُظرت الأفلام الأمريكية، وتعرضت المكتبات الأمريكية والمباني الأخرى للهجوم، وحُرِم الصحفيون الأمريكيون، ومزّق العلم الأمريكي. تم وضع ملصقات دعاية كبيرة مناهضة للولايات المتحدة حول شوارع جاكرتا. المساعدات الأمريكية توقفت. في أغسطس 1965 أعلن سوكارنو أن إندونيسيا ستنسحب من صندوق النقد الدولي والبنك الدولي، وفي خطابه بمناسبة يوم الاستقلال في 17 أغسطس أعلن محور جاكرتا بنوم بنه هانوي بكين بيونجيانج، أعلن الجنرال ناشيوين أنه يعارض تشكيل «القوة الخامسة» المخطط له.
في ليلة 30 سبتمبر 1965 تم اختطاف وقتل ستة جنرالات، وسيطرت مجموعة تطلق على نفسها اسم «حركة 30 سبتمبر» على محطة الإذاعة الوطنية ووسط جاكرتا. على الرغم من سحق سوهارتو للحركة بسرعة، إلا أنها كانت بمثابة نهاية للديمقراطية الموجهة وسوكارنو كرئيس فعال. كان النظام الجديد الذي أنشأه سوهارتو أيديولوجيته الخاصة التي أسست لمرحلة جديدة.